# Karang Pucung
Karang Pucung is een bestuurslaag in het regentschap Lampung Selatan van de provincie Lampung, Indonesië. Karang Pucung telt 5425 inwoners (volkstelling 2010).